# 岡本和夫
岡本 和夫（おかもと かずお、1953年7月16日 - ）は日本の実業家。阿讃開発代表取締役社長、四国放送監査役（非常勤）・元アナウンサー。

## 来歴・人物
- 徳島県徳島市出身。法政大学経済学部経済学科卒業後、1976年に四国放送へアナウンサーとして入社。アナウンサーになった理由は、じっとしていられないことと好奇心旺盛な性格と欲求を満たしてくれそうだったから、とのことである[1]。
- 「徳島にはアマチュアバンドを紹介する場が無い」として自ら『パワフルトクシマどないしょん』を企画、岡本小太郎というマイクネームで同番組の初代パーソナリティを務めていた。この番組の、県内のアマチュアバンドを紹介する「パワフルメイト」のコーナーでは、参加バンドが少なかった時には自分でミキサーを担いで録音に出掛けて行ったこともあった[1]。
- 1982年、『土曜フレッシュパトロール』でアシスタントを務めていた女性と結婚。
- 2008年、ラジオ番組「徳島すぽーつ倶楽部」をもってアナウンサーを卒業。
- 2009年6月、放送本部報道制作局次長・映像管理部長
- 2010年3月、放送本部報道制作局次長・報道情報センター長
- 2011年6月、取締役報道制作局長・報道情報センター長[2]。
- 2012年4月、取締役報道制作局長
- 2014年4月、取締役報道技術局長
- 2015年6月26日、取締役編成局長[3]。
- 2017年6月、常務取締役報道技術局長・ラジオ局長審議室担当
- 2018年4月、常務取締役営業技術局長・ラジオ局長審議室担当、海と日本PROJECTinとくしま実行委員会事務局長
- 2019年6月、顧問[4]
- 2020年6月、監査役（非常勤）、阿讃開発株式会社代表取締役社長[4]

## 過去の主な出演番組

### テレビ
- フォーカス徳島
- Do Night Show!
- 県民とともに
- グッドフレンズゴルフ
- We are VORTIS

### ラジオ
- パワフルトクシマどないしょん
- 岡本和夫のTOKOTON Radio
- サウンズ・ウイズ・コーク
- なまなま情報
- モーニングスタジオ
- 土曜フレッシュパトロール
- グッドフレンズ四国
- 輝け！カラオケ歌合戦
- こちら徳島幸町
- 岡本和夫のええDAYだあ
- ラジオ広場 土曜ワイド徳島
- バンリク（水曜日）（岡本の人事異動に伴い2008年度より金山明子が担当）
- 徳島すぽーつ倶楽部（岡本の人事異動に伴い2008年度より保岡栄二が担当）
- ふるさとラジオ小説（岡本の人事異動に伴い2008年度より池田賢が担当）
- Okamotoy-オカモトイ!（岡本の人事異動に伴い2007年3月24日放送分をもって終了）

また、JRTゴールデンナイターのCM明けのタイトルコールも担当していた。なお、このタイトルコールは岡本の人事異動後も使用を続けている（2008年度現在）。